# Mesterséges elem
A mesterséges elem olyan radioaktív kémiai elem, mely annyira instabil, hogy természetes körülmények között nem fordul elő a Földön. Felezési idejük annyira rövid a Föld korához viszonyítva, hogy a Föld létrejötte óta, ha előfordultak is egyáltalán, gyakorlatilag teljesen elbomlottak. Ha a természetben nem is lelhetők fel, ezen elemek atomjai mesterségesen előállíthatók (például részecskegyorsítókban vagy atomreaktorokban).
Az 1 és 94 közötti rendszámú elemek mindegyike legalább nyomokban előfordul a Földön.
Az első mesterséges elem, melyet sikerült előállítani, a technécium volt. A legnehezebb elem, melyet sikerült előállítani, a 118-as rendszámú oganeszon.
| Rendszám | Név         | Vegyjel |
| -------- | ----------- | ------- |
| 95       | amerícium   | Am      |
| 96       | kűrium      | Cm      |
| 97       | berkélium   | Bk      |
| 98       | kalifornium | Cf      |
| 99       | einsteinium | Es      |
| 100      | fermium     | Fm      |
| 101      | mendelévium | Md      |
| 102      | nobélium    | No      |
| 103      | laurencium  | Lr      |
| Rendszám | Név          | Vegyjel |
| -------- | ------------ | ------- |
| 104      | raderfordium | Rf      |
| 105      | dubnium      | Db      |
| 106      | sziborgium   | Sg      |
| 107      | bohrium      | Bh      |
| 108      | hasszium     | Hs      |
| 109      | meitnérium   | Mt      |
| 110      | darmstadtium | Ds      |
| 111      | röntgénium   | Rg      |
| 112      | kopernícium  | Cn      |
| 113      | nihónium     | Nh      |
| 114      | fleróvium    | Fl      |
| 115      | moszkóvium   | Mc      |
| 116      | livermórium  | Lv      |
| 118      | oganeszon    | Og      |